# Margamukti (Cimahi)
Margamukti is een bestuurslaag in het regentschap Kuningan van de provincie West-Java, Indonesië. Margamukti telt 4868 inwoners (volkstelling 2010).